# エマ・マキーオン
エマ・マキーオン（Emma McKeon、1994年5月24日 - ）は、オーストラリアニューサウスウェールズ州ウロンゴン出身のオーストラリア人女子競泳選手。リオデジャネイロ・東京オリンピック・パリオリンピックで、合計６個の金メダルと１４個のメダルを獲得している。これは全種目を通じて、オーストラリア史上最多の金メダル獲得数である。競泳種目でも、マイケル・フェルプスとケイティ・レデッキーに続いて３位の成績である。

## 経歴

### 2016年リオデジャネイロオリンピック
リオオリンピックでは400mフリーリレーで金メダル、800mフリーリレーと400mメドレーリレーで銀メダル、200m自由形で銅メダルを獲得した。

### 2020年東京オリンピック
東京オリンピックでは400mフリーリレーで世界新記録3分29秒69を出し、2大会連続で金メダルを獲得した。
100m自由形では51秒96のオリンピック新記録で優勝した。50m自由形でも23秒81のオリンピック新記録で優勝した。400mメドレーリレーでも3分51秒61のオリンピック新記録・オセアニア新記録で優勝し、4冠を達成した。100mバタフライ、800mフリーリレー、男女混合メドレーリレーで合わせて3つの銅メダルを獲得し、合計7個のメダルを手に入れた。競泳で1大会で7個のメダルを獲得したのはオリンピック史上、マーク・スピッツ、マット・ビオンディ、マイケル・フェルプスに次いで4人目、女性では史上初の快挙となる。また全競技でも女性で1大会で7個のメダルを獲得したのは、ヘルシンキオリンピックのマリア・ゴロホフスカヤ（体操）以来となる。

## 1つの五輪大会で女子選手が獲得したメダル数のランキング
| 選手                   | 国               | 競技     | 大会    | 金 | 銀 | 銅 | 合計 |
| ---------------------- | ---------------- | -------- | ------- | -- | -- | -- | ---- |
| エマ・マキーオン       | オーストラリア   | 競泳競技 | 2020 夏 | 4  | -  | 3  | 7    |
| マリア・ゴロホフスカヤ | ソビエト連邦     | 体操競技 | 1952 夏 | 2  | 5  | -  | 7    |
| クリスティン・オットー | 東ドイツ         | 競泳競技 | 1988 夏 | 6  | -  | -  | 6    |
| ケレティ・アーグネシュ | ハンガリー       | 体操競技 | 1956 夏 | 4  | 2  | -  | 6    |
| ベラ・チャスラフスカ   | チェコスロバキア | 体操競技 | 1968 夏 | 4  | 2  | -  | 6    |
| ラリサ・ラチニナ       | ソビエト連邦     | 体操競技 | 1956 夏 | 4  | 1  | 1  | 6    |
| ラリサ・ラチニナ       | ソビエト連邦     | 体操競技 | 1960 夏 | 3  | 2  | 1  | 6    |
| ダニエラ・シリバシュ   | ルーマニア       | 体操競技 | 1988 夏 | 3  | 2  | 1  | 6    |
| ラリサ・ラチニナ       | ソビエト連邦     | 体操競技 | 1964 夏 | 2  | 2  | 2  | 6    |
| ナタリー・コーグリン   | アメリカ合衆国   | 競泳競技 | 2008 夏 | 1  | 2  | 3  | 6    |
| コロンディ・マルギット | ハンガリー       | 体操競技 | 1952 夏 | 1  | 1  | 4  | 6    |
| 張雨霏                 | 中国             | 競泳競技 | 2024 夏 | -  | 1  | 5  | 6    |

2024年8月現在。五輪の夏季・冬季両大会を合わせたランキングのうち、上位12記録を掲載した。

## 家族
父のロン・マキーオン、母のスージー・マキーオン（旧姓ウッドハウス）、兄のデビッド・マキーオン、叔父のロブ・ウッドハウスも競泳の国際大会で活躍した実績を持つ、オーストラリアを代表する競泳一家。母のスージーはコモンウェルスゲームズのファイナリスト（5位）、父のロンと兄のデビッドはオリンピックのファイナリスト（最高成績は個人種目がロン5位・デビッド7位、リレー種目が共に4位）、叔父のロブはオリンピックの銅メダリスト。また、母方の祖父のトニー・ウッドハウスは代表選考委員会を長年務めた。